# 堇叶芥属
堇叶芥属（学名：Neomartinella）是十字花科下的一个属，为多年生草本植物。该属仅有堇叶芥（Neomartinella violifolia）一种，分布于中国贵州、云南、湖北。